# 崇报祠
崇报祠又名坝祠，座落于安徽省歙县城南1公里的渔梁社区，建于清光绪三十一年（1905年），供奉历史上修建渔梁坝的有功之臣的牌位，包括汪华、宋济、袁甫、赵希想。面积344平方米。三进三开间二天井。现为渔梁坝博物馆。
2001年，崇报祠作为渔梁坝的一部分，被列为第五批全国重点文物保护单位。